# Список Героїв Донецької Народної Республіки
У таблиці перераховані особи, удостоєні звання Героя "ДНР". Таблиця складена на основі відкритих джерел, тому може бути неповною.
Сірим кольором у таблиці виділено удостоєні звання посмертно. Інформація в таблиці може бути відсортована за ПІБ, військовою частиною/посадою чи професією, військовим званням, участю в війнах та датою присвоєння.

## Список
| ПІБ                                 | Військова частина/посада | Звання                        | Участь в війнах | Дата присвоєння   | Примітки |
| ----------------------------------- | --- | ----------------------------- | --- | ----------------- | --- |
| Кононов Володимир Петрович          | 3-й міністр оборони "ДНР" | генерал-лейтенант             | Війна на сході України | 3 жовтня 2014     | |
| Бородай Олександр Юрійович          | радник, заступник так званої «Ради міністрів ДНР»                                                                                |                               | Російсько-українська війна (з 2014) | 4 жовтня 2014     | |
| Гіркін Ігор Всеволодович            | Очільник громадського руху «Новоросія», другий міністр оборони ДНР                                                               | полковник                     | Придністровський конфлікт Друга чеченська війна війна на сході України                                                                                 | 4 листопада 2014  | Сам Гіркін спростовує факт присвоєння йому цього звання |
| Жук Геннадій Іванович               | бойовик ГРУ «ДНР», батальйон «Легіон»                                                                                            |                               | Війна на сході України | 16 січня 2015     | псевдо «Жужа» |
| Захарченко Олександр Володимирович  | ватажок і голова ради міністрів терористичного угруповання Донецька Народна Республіка                                           |                               | війна на сході України | 20 лютого 2015    | Загинув внаслідок вибуху в донецькому ресторані «Сєпар» 31 серпня 2018 року. (42 роки) |
| Захарчук Віталій Анатолійович       | 1-ша окрема мотострілецька бригада, командир танку                                                                               |                               | Війна на сході України | 20 лютого 2015    | Загинув 8 лютого 2015 року у боях за Дебальцеве (33 роки) |
| Авідзба Ахра Русланович             | батальйон «П'ятнашка», 1-й командир                                                                                              | полковник                     | Російсько-українська війна (з 2014) | 20 лютого 2015    | |
| Павлов Арсен Сергійович             | Окремий розвідувальний батальйон «Спарта», 1-й командир                                                                          | полковник                     | Друга чеченська війна війна на сході України | 21 лютого 2015    | Загинув 16 жовтня 2016 року від спрацювання вибухового пристрою, встановленого у ліфті багатоповерхівки Донецька, де мав подаровану окупаційною владою квартиру (33 роки).                                      |
| Толстих Михайло Сергійович          | батальйон «Сомалі», командир | полковник                     | Війна на сході України | 21 лютого 2015    | Ліквідований уранці 8 лютого 2017 року о 6:12 внаслідок підриву вибухового пристрою у Макіївці (36 років) |
| Дикий Олексій Олександрович         | виконувач обов'язків міністра внутрішніх справ Донецької Народної Республіки                                                     | генерал-майор                 | Російсько-українська війна (з 2014) | 21 лютого 2015    | |
| Бибко Валерій Олександрович         | командир танку Т-72, 5-та окрема мотострілецька бригада «Оплот»                                                                  |                               | війна на сході України | 5 травня 2015     | |
| Вахідов Євген Заріфович             | бойовик НЗФ |                               | війна на сході України | 5 травня 2015     | |
| Ракуленко Сергій Олександрович      | 5-та окрема мотострілецька бригада «Оплот», старший радіотелефоніст-гранатометник                                                | рядовий                       | Війна на сході України | 5 травня 2015     | |
| Алфьоров Микола Миколайович         | Батальон "Дизель", командир 3-ї танкової роти                                                                                    | лейтенант                     | Російсько-українська війна (з 2014) | 5 червня 2015     | Загинув 29 січня 2015 року при штурмі Вуглегірська (51 рік) |
| Нирков Роман Вікторович             | командир 3 взводу 1 танкової роти Батальон "Дизель"                                                                              | лейтенант                     | війна на сході України | 5 червня 2015     | Загинув 30 січня 2015 року при штурмі Вуглегірська (37 років) |
| Костенко Костянтин Олександрович    | заступник начальника розвідки 1-го армійського корпусу "ДНР"                                                                     | майор                         | Війна на сході України | 8 липня 2015      | Загинув 12 лютого 2015 біля села Логвинове в районі міста Дебальцеве (34 роки) |
| Береза Олег Володимирович           | перший міністр внутрішніх справ ДНР                                                                                              |                               | Війна на сході України | 16 липня 2015     | |
| Пінчук Андрій Юрійович              | перший "міністр" державної безпеки ДНР                                                                                           | полковник                     | війна на сході України | 16 липня 2015     | |
| Гришин Олег Григорович              | 11-й окремий мотострілецький полк «Восток», командир взводу                                                                      |                               | Війна в Афганістані (1979—1989) Війна на сході України                                                                                                 | 10 вересня 2015   | загинув 28 липня 2014 на Савур-Могилі (48 років) |
| Немогай Олександр Сергійович        | Окрема артилерійська бригада «Кальміус», командир                                                                                | генерал-майор                 | Війна на сході України | 25 лютого 2016    | Помер 8 вересня 2016 від "тривалої хвороби" (60 років) |
| Артеменко Сергій Сергійович         | бойовик НЗФ |                               | Війна на сході України | 28 червня 2016    | |
| Панфілова Катерина Володимирівна    | 1-й армійський корпус "ДНР", медикиня                                                                                            | лейтенант                     | Війна на сході України | 23 листопада 2016 | Псевдо "Лисиця" |
| Тимофієв Олександр Юрійович         | політичний та військовий діяч ДНР, міністр доходів та зборів самопроголошеної республіки (2014—2018)                             |                               | Війна на сході України | 12 травня 2017    | |
| Мороз Олександр Анатолійович        | 100-та окрема мотострілецька бригада, командир 2 роти "Купол" 2 стрілецького батальону                                           | старший лейтенант             | Війна на сході України | 6 вересня 2017    | Загинув 20 липня 2017 року у боях під Красногорівкою (30 років), псевдо "Князь" |
| Дикий Євген Дмитрович               | 100-та окрема мотострілецька бригада, командир 3-ї стрілецької роти                                                              | лейтенант                     | війна на сході України | 6 вересня 2017    | |
| Мамієв Олег Анатолійович            | Батальйон «П'ятнашка», 2-й командир                                                                                              | полковник                     | Російсько-грузинська війна (2008) | травень 2018      | 17 травня 2018 року під час боїв в Авдіївській промзоні отримав осколкове поранення від пострілу гранатомета та помер в госпіталі. (40 років)                                                                   |
| Ковтонюк Олександр Григорович       | |                               | Війна на сході України | 20 липня 2018     | Загинув у бою. |
| Жога Володимир Артемович            | Окремий розвідувальний батальйон «Спарта», 2-й командир                                                                          | полковник                     | Російсько-українська війна (з 2014) | 5 березня 2022    | Загинув 5 березня 2022 під час битви за місто Волноваха (28 років) |
| Машкін Сергій Олександрович         | 11-й окремий мотострілецький полк «Восток», командир розвідувальної роти                                                         | капітан                       | Російсько-українська війна (з 2014) | 16 березня 2022   | Загинув 2 березня 2022 під час наступу на Нікольське (45 років) |
| Чудник Сергій Юрійович              | батальйон «Сомалі», Командир танкового взводу механізованої роти                                                                 | старший лейтенант             | Російсько-українська війна (з 2014) | 20 березня 2022   | Загинув 16 березня 2022 під час наступу на Маріуполь (49 років) |
| Гордієнко Тарас Іванович            | 9-й окремий полк морської піхоти, командир 1-го розвідувального взводу розвідроти                                                | лейтенант                     | Російсько-українська війна (з 2014) | 13 квітня 2022    | Загинув 14 березня під Докучаєвськом час наступу на Маріуполь (49 років) |
| Курилкін Тимур Вікторович           | батальйон «Сомалі», 2-й командир                                                                                                 | підполковник                  | Російсько-українська війна (з 2014) | квітень 2022      | |
| Джумурат Денис Олегович             | 5-та окрема мотострілецька бригада «Оплот», командир мобільної роти                                                              | старший лейтенант             | Російсько-українська війна (з 2014) | 8 травня 2022     | Загинув 18 березня 2022 під час наступу на Маріуполь (29 років) |
| Воробйов Роман Олександрович        | командир 1-ї штурмової роти, батальон «Сомалі»                                                                                   | старший лейтенант             | Російсько-українська війна (з 2014) | 8 травня 2022     | Загинув у бою 5 червня 2023 біля села Водяне (26 років) |
| Лисенков Дмитро Олександрович       | 3-тя окрема мотострілецька бригада «Беркут», заступник командира 1 танкової роти із озброєння танкового батальйону               | старший лейтенант             | Російсько-українська війна (з 2014) | 14 червня 2022    | Загинув 27 лютого 2022 року під час наступу на Волноваху (52 роки) |
| Гусаков Євген Євгенович             | 3-тя окрема мотострілецька бригада «Беркут», командир танка 2-го танкового взводу 1 роти танкового батальйону                    | капітан                       | Російсько-українська війна (з 2014) | 14 червня 2022    | Загинув 27 лютого 2022 року під час наступу на Волноваху (21 рік) |
| Кострубицький Олексій Олександрович | «Міністр з питань цивільної оборони, надзвичайних ситуацій та ліквідації наслідків стихійного лиха» ДНР                          | генерал-лейтенант             | Російсько-українська війна (з 2014) | 15 липня 2022     | |
| Трошин Олександр Костянтинович      | російський військовоначальник | майор                         | Російське вторгнення в Україну 2022 | 29 липня 2022     | Герой Російської Федерації (2022), брав участь у боях за Мар'їнку. |
| Мішарін Максим Олександрович        | 5-та окрема мотострілецька бригада «Оплот», заступник начальника відділення розвідки                                             | старший лейтенант             | Російсько-українська війна (з 2014) | 29 липня 2022     | Загинув 10 березня 2022 під час наступу на Маріуполь (39 років) |
| Качура Ольга Сергіївна              | 3-тя окрема мотострілецька бригада «Беркут», заступник командира РеАДн                                                           | полковник                     | Російсько-українська війна (з 2014) | 3 серпня 2022     | Ліквідована 3 серпня 2022 у Горлівці внаслідок артилерійського обстрілу (52 роки) |
| Грабар Владислав Дмитрович          | 3-тя окрема мотострілецька бригада «Беркут», механік-водій (або навідник-оператор) БМП                                           | молодший сержант              | Російсько-українська війна (з 2014) | 6 серпня 2022     | загинув 3 квітня 2022 у Верхньоторецькому (27 років) |
| Каліта Сергій Володимирович         | 3-тя окрема мотострілецька бригада «Беркут», заступник командира дивізіону (щодо організації ведення бойових дій)                | майор                         | Російсько-українська війна (з 2014) | 6 серпня 2022     | Загинув у бою |
| Нагін Олексій Юрійович              | командир штурмового загону ПВК Вагнера                                                                                           |                               | Друга чеченська війна Російсько-грузинська війна (2008) Російсько-українська війна (з 2014) Інтервенція Росії в Сирію Друга громадянська війна у Лівії | вересень 2022     | Загинув 20 вересня 2022 у боях за Бахмут. Також посмертно нагороджений званням Герой Російської Федерації. |
| Кадиров Рамзан Ахматович            | Глава Чеченської Республіки | генерал-полковник             | Перша Чеченська війна Друга Чеченська війна Російсько-українська війна (з 2014)                                                                        | 3 жовтня 2022     | |
| Ніколюк Андрій Ігорович             | заступник командира, батальон «Сомалі»                                                                                           | майор                         | Російсько-українська війна (з 2014) | 31 жовтня 2022    | псевдо «Зять» |
| Насонов Віталій Геннадійович        | командир 1 групи 1 роти спеціального призначення 3 батальйону спецназу, 1 АК ДНР                                                 | капітан                       | Російсько-українська війна (з 2014) | 4 листопада 2022  | Загинув 9 березня 2022 у бою під Волновахою (28 років) |
| Пригожин Євген Вікторович           | Власник ПВК Вагнера | генерал армії                 | Російсько-українська війна (з 2014) | 2022              | Загинув в авікатастрофі 23 серпня 2023 року під час рейсу Москва — Санкт-Петербург під селом Куженкіно Тверської області Росії (62 роки)                                                                        |
| Єлізаров Антон Олегович             | найманець ПВК Вагнера | капітан запасу                | Збройний конфлікт на Північному Кавказі Інтервенція Росії в Сирію Друга громадянська війна у Лівії Російсько-українська війна (з 2014)                 | 2022              | Після загибелі Євгена Пригожина 23 серпня 2023 року з'явились чутки, що саме Єлізаров очолив ПВК «Вагнер» |
| Торохов Роман Сергійович            | командир 114-ї окремої мотострілецької бригади                                                                                   | полковник                     | Російсько-грузинська війна (2008) Інтервенція Росії в Сирію Російсько-українська війна (з 2014)                                                        | 1 березня 2023    | загинув у бою 6 листопада 2023 (39 років) також нагороджений званням «Герой Російської Федерації» (посмертно)                                                                                                   |
| Курбанов Руслан Маркізович          | 40-ва окрема бригада морської піхоти, командир танкової роти                                                                     | капітан                       | Російсько-українська війна (з 2014) | квітень 2023      | також нагороджений званням Герой Російської Федерації |
| Балакай Іван Андрійович             | 11-й окремий мотострілецький полк «Восток», командир батальону                                                                   | майор                         | війна на сході України | травень 2023      | Загинув 29 січня 2017 в бою під Авдіївкою (55 років) |
| Баксиков Расім Рашидович            | командир 2-ї танкової роти 218-го танкового полку 127-ї мотострілецької дивізії                                                  | старший лейтенант             | Російсько-українська війна (з 2014) | 6 серпня 2023     | також нагороджений званням Герой Російської Федерації |
| Ліваков Олександр Сергійович        | командир танкового запасу танкової роти 127-мої мотострілецької дивізії                                                          | лейтенант                     | Російське вторгнення в Україну 2022 | серпень 2023      | також нагороджений званням Герой Російської Федерації, позивний Ласка |
| Соловйов Володимир Рудольфович      | російський пропагандист, телеведучий, публіцист, актор, співак і громадський діяч                                                |                               | Російсько-українська війна (з 2014) | 23 жовтня 2023    | |
| Єгоров Дмитро Миколайович           | 155-та окрема бригада морської піхоти, стрілець стрілецького відділення стрілецького батальйону                                  | рядовий                       | Російське вторгнення в Україну (з 2022) | 21 листопада 2023 | загинув у бою 9 вересня 2023 біля с. Новомайорське |
| Жога Артем Володимирович            | Окремий розвідувальний батальйон «Спарта», 3-й командир                                                                          | підполковник                  | Російсько-українська війна (з 2014) | 2023              | |
| Єфремов Сергій Вікторович           | командир добровольчого загону "Тигр"                                                                                             | полковник                     | Російсько-українська війна (з 2014) | 2023              | підірвався на міні в Курські області 2 лютого 2025 |
| Гоголєв Олександр Вікторович        | 40-ва окрема бригада морської піхоти, командир розвідувального взводу                                                            | прапорщик                     | Громадянська війна в Сирії Російсько-українська війна (з 2014)                                                                                         | 2023              | Загинув 12 листопада 2022 року у бою під Павлівкою |
| Попов Володимир Володимирович       | заступник отамана Терського військового козачого товариства по взаємодії з органами влади, організації державної та іншої служби | полковник поліції у відставці | Війна в Афганістані (1979—1989) Перша чеченська війна Російсько-українська війна (з 2014)                                                              | 7 лютого 2024     | загинув у бою 3 листопада 2023 під Кліщіївкою (69 років) |
| Бібілов Анатолій Ілліч              | президент Республіки Південна Осетія з 21 квітня 2017 до 24 травня 2022 року                                                     | генерал-лейтенант             | Російсько-грузинська війна (2008) | лютий 2024        | |
| Фролов Володимир Петрович           | заступник командувача 8-мої гвардійської армії                                                                                   | генерал-майор                 | Російське вторгнення в Україну 2022 | березень 2024     | Герой Російської Федерації (55 років) |
| Саблін Дмитро Вадимович             | російський політик . Депутат Державної думи                                                                                      | полковник запасу              | | 2 березня 2024    | |
| Григор'єв Єгор Андрійович           | 40-ва окрема бригада морської піхоти, командир десантно-штурмової роти                                                           | старший лейтенант             | Інтервенція Росії в Сирію Російсько-українська війна (з 2014)                                                                                          | 17 квітня 2024    | загинув у бою 2 серпня 2023 (25 років) |
| Клименко Павло Юрійович             | командир 5-ї мотострілецької бригади                                                                                             | генерал-майор                 | Перша чеченська війна Російсько-українська війна | 2024              | 6 листопада 2024 року був уражений FPV-дроном біля Красногорівки під час пересування на мотоциклах. Того ж дня о 21:30 помер у Петропавлівській лікарні № 14 Донецька від отриманих тяжких поранень. (47 років) |
| Шундіков Денис Олександрович        | Окремий розвідувальний батальйон «Спарта», командир                                                                              |                               | Російсько-українська війна | лютий 2025        | |